# Fósforo branco

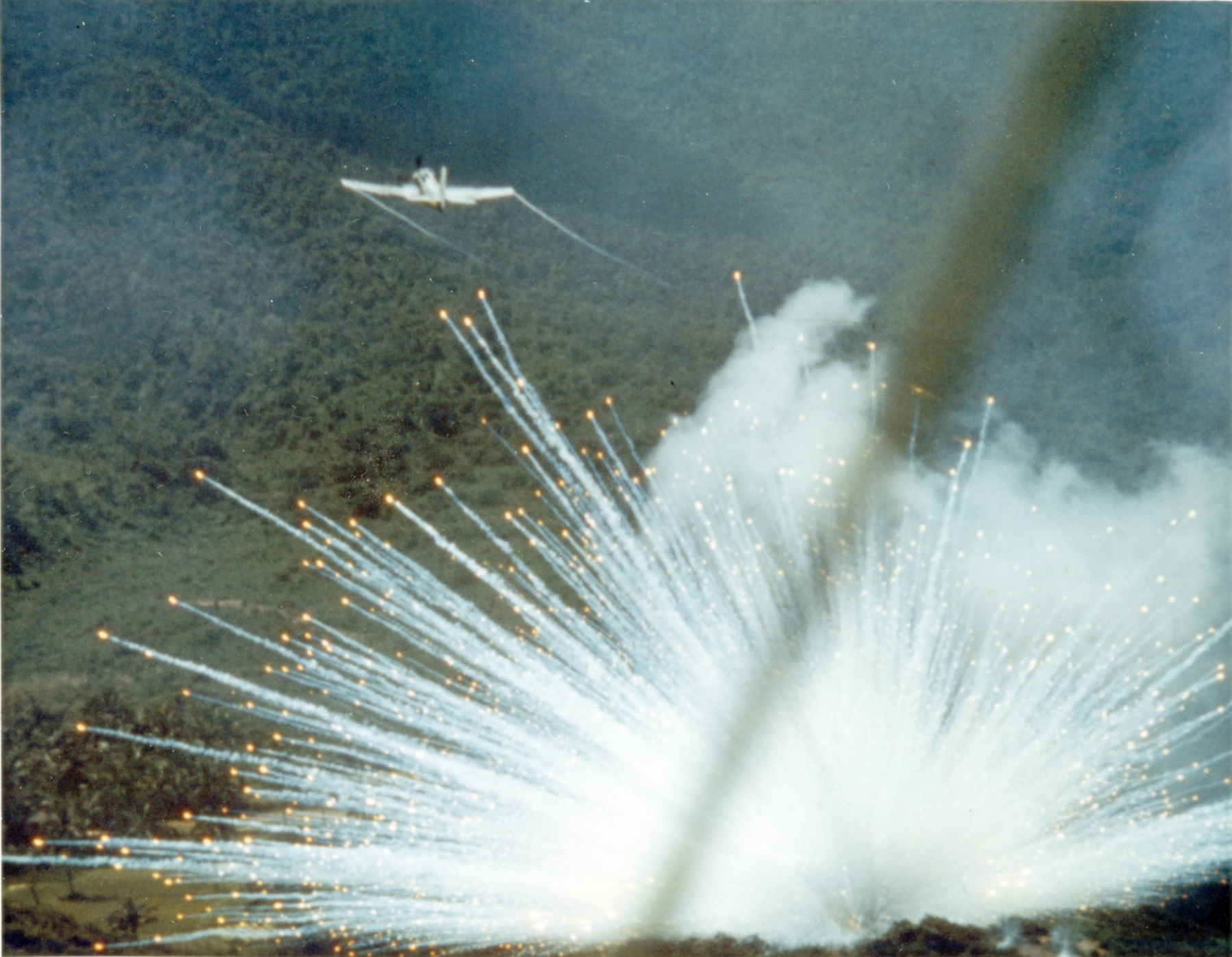
Um A-1E soltando bombas de fósforo branco no Vietnã, em 1966.

O fósforo branco é uma forma alotrópica do fósforo, muito venenosa, que deve ser mantida sob a água devido à sua propriedade de inflamar-se espontaneamente em contato com o ar.

## Uso como arma
O fósforo branco é usado regularmente para a fabricação de fogos de artifício e bombas de fumaça para camuflar movimentos de tropas, em operações militares.

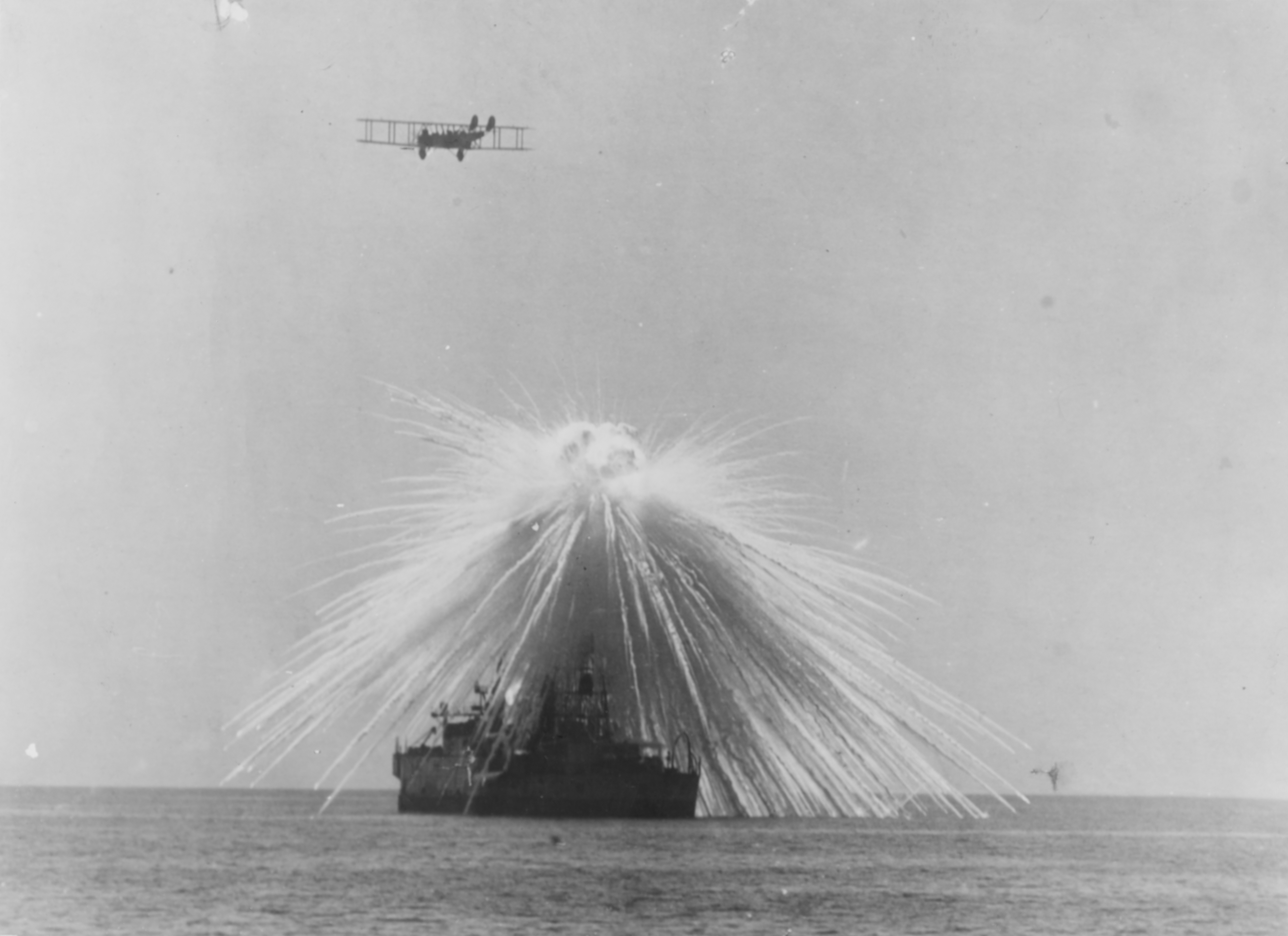
atingido por bomba de fósforo branco em testes realizados por Billy Mitchell, setembro de 1921

A sua utilização como componente de armas químicas é proibida pelas Convenções de Genebra e especialmente pela Convenção sobre Armas Químicas, reafirmando os termos do Protocolo de Genebra de 1925, que proíbe o uso de armas químicas e biológicas.
Bombas e munição de artilharia e morteiros, quando contêm fósforo, explodem em flocos inflamáveis, mediante impacto. São artefatos incendiários e causam queimaduras terríveis, podendo mesmo ser letais. No jargão militar, o fósforo branco é referido como WP (White phosphorus) ou "Willy(ie) Pete", expressão que data da Primeira Guerra Mundial mas ainda era comum, pelo menos até o período da Guerra do Vietnã.
É legal o uso de fósforo branco como componente de foguetes de iluminação e bombas de fumaça, e a Convenção sobre Armas Químicas (CWC) não o inclui na lista de armas químicas.
Todavia a questão é controversa, dado o seu potencial uso para agressões a civis. Embora a CWC não designe fósforo branco como arma química, vários especialistas consideram que o seja.
O fósforo foi usado pelos exércitos desde a Primeira Guerra Mundial.  Durante a Segunda Guerra, na Guerra do Vietnã e recentemente por Israel na Operação Chumbo Fundido. Os Estados Unidos e a Grã-Bretanha também já utilizaram  munições com fósforo. Nas últimas décadas, porém, a tendência é o banimento do seu uso, contra qualquer alvo, civil ou militar, em razão dos severos danos causados pela substância e os especialistas acreditam que o fósforo deveria ser mesmo incluído entre as armas químicas, pois queima e ataca o sistema respiratório. Se incluído entre as armas químicas, o fósforo tornar-se-ia claramente ilegal.

## Controvérsia
O protocolo III da Convenção de Genebra sobre armas convencionais, de 1980, condena o uso de fósforo branco como arma, em áreas onde haja civis, embora possa ser usado para produzir fumaça. O Protocolo sobre a Limitação ou Interdição do Emprego de Armas Incendiárias, em vigor desde 1983, regulamenta seu uso contra alvos militares e o proíbe contra alvos civis. Israel não assinou este documento, como é o caso da maioria dos países árabes.
Oficialmente, o fósforo branco não é arma incendiária e, como tal, não está proibida pelo direito de guerra. O direito internacional humanitário não proíbe as munições que utilizam fósforo branco, ao contrário de outras armas, como as bombas de fragmentação, as minas antipessoais e as armas químicas.
O fósforo branco também é não considerada uma arma química pela Convenção Internacional sobre estes artefatos, de modo que não está proibido. Porém, vários especialistas consideram que também poderia ser considerada como tal. Isso depende como é usado o fósforo branco. Se ele for utilizado para produzir fumaça, é preciso tomar as precauções necessárias para que os civis não sejam feridos e, se ocorrem ferimentos, que eles não sejam desproporcionais em relação à vantagem militar obtida.

## Efeitos da exposição à armas de fósforo branco

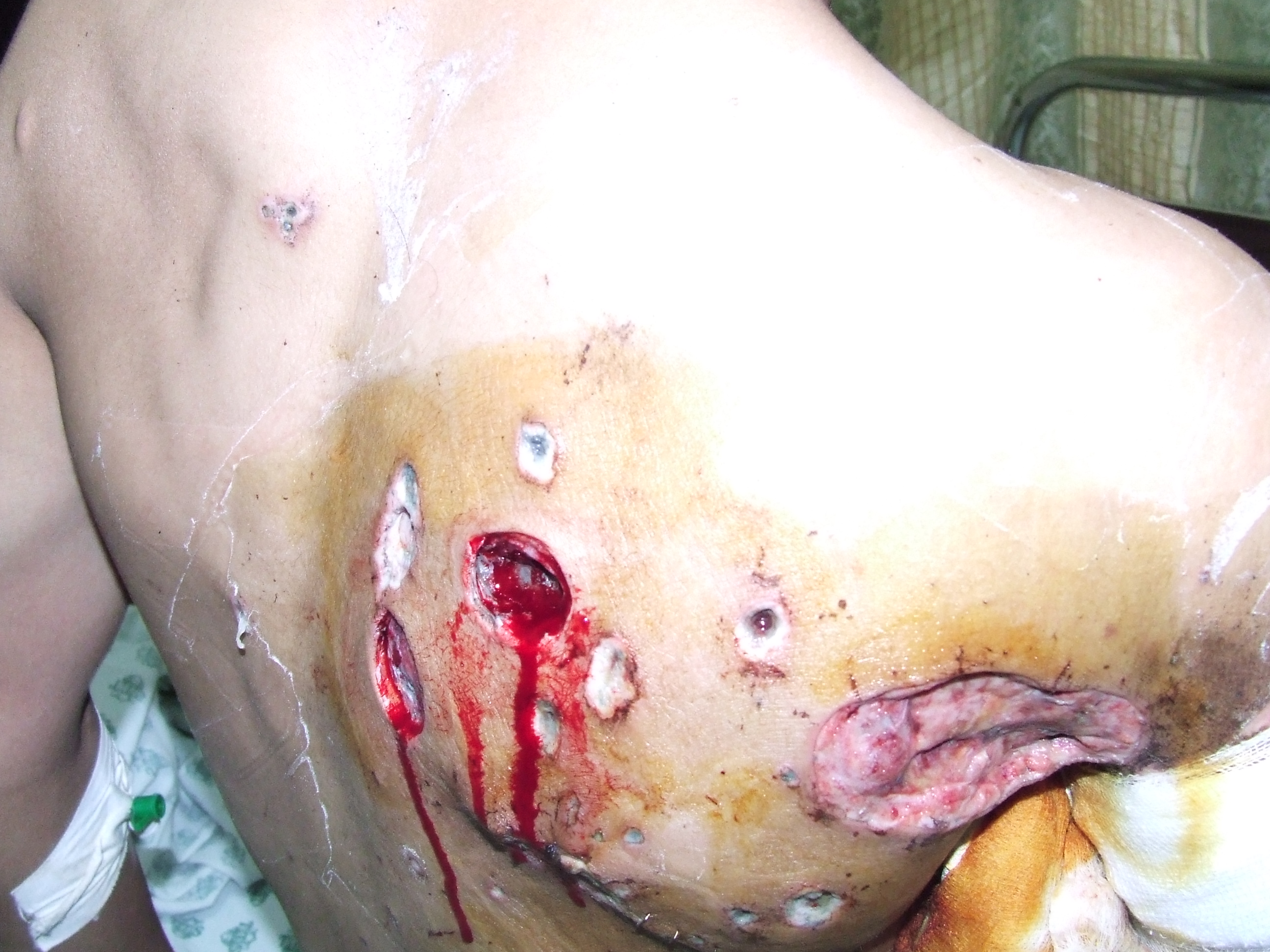
Ferimentos por fósforo branco em um jovem palestino após um bombardeamento israelense na Faixa de Gaza.

O fósforo branco podem causar ferimentos e morte de três maneiras:
- por queimaduras profundas;
- por inalação, como fumaça;
- por ingestão.

Uma exposição prolongada, sob qualquer forma, pode ser fatal. Segundo a GlobalSecurity.org, citada pelo The Guardian, "Fósforo branco resulta em lesões dolorosas por queimadura química". Partículas incandescentes de fósforo branco, resultantes da explosão inicial de uma bomba de fósforo, podem produzir extensas, dolorosas e profundas  queimaduras (de segundo e terceiro graus).
Queimaduras por fósforo carregam um maior risco de mortalidade do que outras formas de queimaduras devido à absorção de fósforo pelo organismo, através da área queimada, resultando em danos ao fígado, coração, rins e, em alguns casos, falência múltipla de órgãos.
Além disso, o fósforo branco continua a queimar, a não ser em ambiente privado de oxigênio, até que seja completamente consumido, de forma que as pessoas atingidas, ainda que mergulhem na água, continuarão a queimar ao emergirem para respirar.
Em alguns casos, a queima pode ser limitada a áreas de pele exposta, pois as pequenas partículas não queimam completamente através da roupa antes de serem consumidas.